# Kaziennoje
Kaziennoje (ros. Казенное) – wieś (sieło) w Rosji, w obwodzie kurgańskim, w rejonie almieniewskim. W 2010 liczyła 414 mieszkańców.